# Nikolaus Thalherr
Nikolaus Thalherr (18. století??; v českém prostředí často nazývaný Mikuláš) byl architektem olomouckého arcibiskupa. Jeho tvorba spadá do let 1747–1783. Je autorem návrhu kostela ve Fulneku, bývají mu přisuzovány také chrámy v Budišově nad Budišovkou (Nanebevzetí Panny Marie, 1746–1755) a Šternberku.